# Edmond Bouty

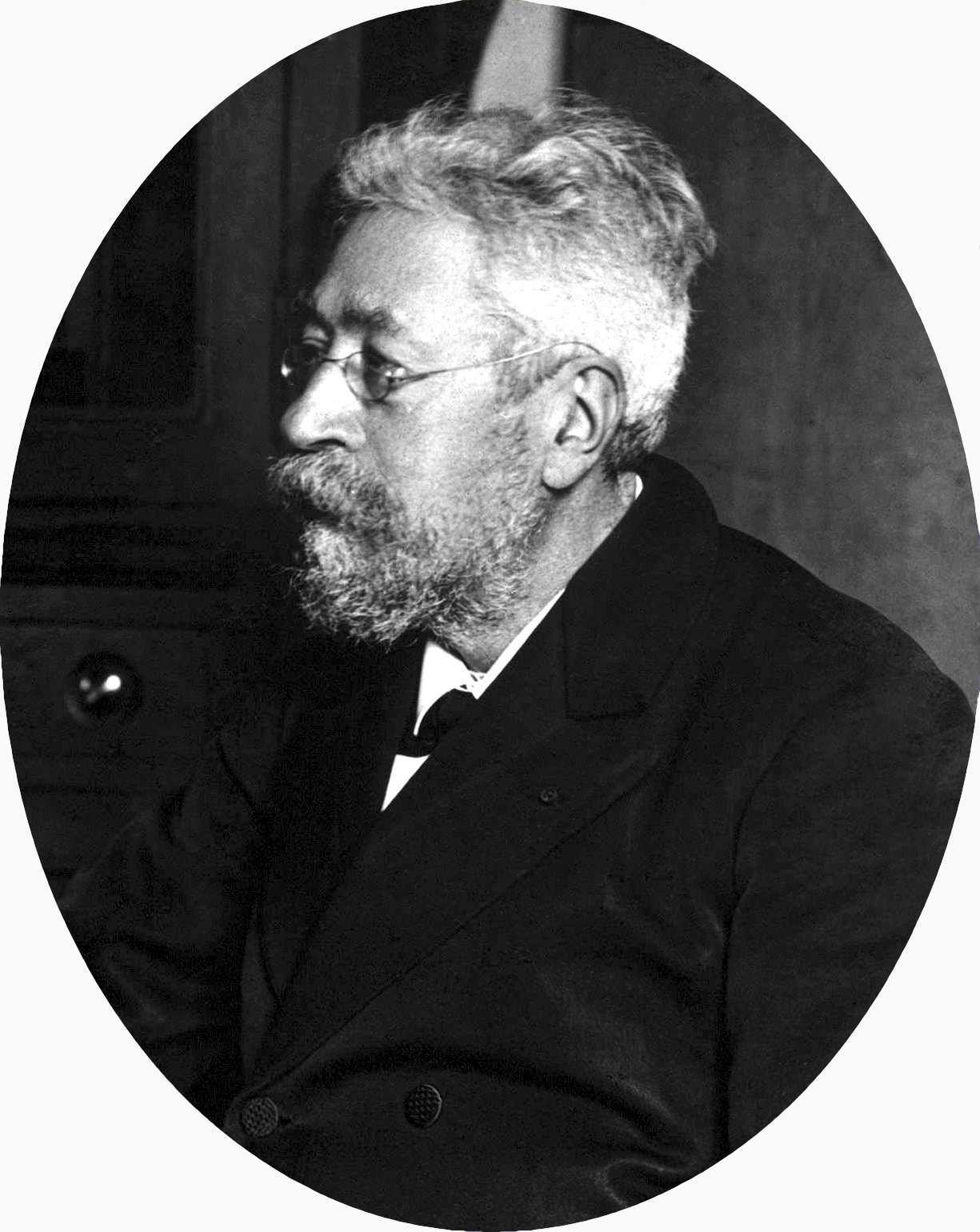
Porträt von Professor Edmond Bouty

Edmond Marie Léopold Bouty (* 12. Januar 1846 in Nant; † 5. November 1922 in Paris) war ein französischer Physiker, der sich vor allem mit Elektrizität und Magnetismus befasste.

## Laufbahn
Edmond Bouty studierte 1866 bis 1869 Physik an der École normale supérieure von Paris (ENS) und an der Sorbonne, unter anderem bei Paul Desains und Jules Jamin. 1868 erhielt er sein Lizenziat in Physik und Mathematik und unterrichtete an Gymnasien in Montauban (1871 – im selben Jahr nahm er am Wettbewerb der Agrégation teil), in Reims (1871–1875), am Lycée Saint-Louis in Paris (1876–1883) und am Lycée Fénelon in Paris (1883–1884). Gleichzeitig forschte er ab 1873 am Labor für Physik der Sorbonne bei Jules Jamin und wurde 1875 promoviert. 1883 wurde er Maître de conférences an der Faculté des sciences in Paris (als Nachfolger von Gabriel Lippmann) und stellvertretender Direktor des Physiklabors und 1884 Maître de conférences für das dritte Studienjahr an der ENS. 1885 wurde er als Nachfolger von Paul Desains Professor für Physik an der Faculté des sciences in Paris.
Am 23. November 1908 wurde er Mitglied der Académie des sciences, deren Prix Lacaze er 1895 erhielt. Er war Präsident der Société française de physique.

## Werke
Bouty entdeckte 1884 bei der Untersuchung der elektrolytischen Leitfähigkeit von Salzlösungen, dass der Widerstand der Lösungen ähnlicher Salze, beispielsweise Kaliumbromid und Kaliumchlorid, bei gleichem Massenanteil in der wässrigen Lösung näherungsweise proportional zur Molekülmasse der Salze ist. Diese Beobachtung wurde das Gesetz von Bouty genannt. Darauf aufbauend veröffentlichte Bouty 1887 ein Verfahren zur schnellen quantitativen Bestimmung der Gehalte der Lösungen von Mischungen zweier Salze durch Leitfähigkeitsmessungen. Da bei der Wechselstrommessung der Leitfähigkeit ein Bellsches Telefon als akustischer Indikator diente, wurde das Messverfahren Telephonanalyse genannt.
Bouty gab die Physik-Vorlesungen von Jules Jamin an der École polytechnique in überarbeiteter Form neu heraus (4. Auflage, Gauthier-Villars, 4 Bände, 1886–1891).

## Schriften
- Notice sur les travaux et titres scientifiques, Paris 1884, Boutys Zusammenfassung seiner Werke aus dem Zeitraum 1874 bis 1884 (online)
- La vérité scientifique-sa poursuite, Flammarion 1908